# 斯托克頓 (亞利桑那州)
斯托克頓（英語：Stockton）是位於美國亞利桑那州莫哈維縣的一個非建制地區。該地的面積和人口皆未知。

## 地理
斯托克頓的座標為35°18′34″N 114°05′24″W / 35.30944°N 114.09000°W，而該地的平均海拔高度為1270米（即4167英尺）。